# Lenka Beranová
Lenka Beranová (* 3. října 1955 Vysoké Mýto) je restaurátorka, sochařka, šperkařka a středoškolská pedagožka

## Život
Lenka Beranová v letech 1971-1975 absolvovala obor hračka na Střední uměleckoprůmyslové škole v Praze a poté v letech 1975-1981 studovala na Vysoké škole uměleckoprůmyslové v Praze v ateliéru šperku, glyptiky a skla v architektuře prof. Josefa Soukupa. Od roku 1981 do roku 2001 vyučovala na středních uměleckých školách. Pracovala jako návrhářka šperků pro klenotnický ateliér Ústředí uměleckých řemesel a pro turnovské družstvo Granát.
Zúčastnila se sympozií Šperk a drahokam v Turnově (1984, 1986), Kremnica ´90 a sympozia Český granát (Turnov, 2000).

## Dílo
Lenka Beranová vytvořila několik kolekcí šperků inspirovaných přírodninami. Pracovala hlavně se stříbrem a drahými kameny, které si nechala vybrousit tak, aby dosáhla např. průsvitného barevného akcentu. Jako návrhářka dlouhodobě spolupracovala s turnovským družstvem Granát, pro které navrhla zhruba deset nových kolekcí šperků s českými granáty. Zabývala se rovněž medailérskou tvorbou a drobnou plastikou a šperku se věnovala jako součásti oděvní módy.
Kromě tvorby autorských šperků se věnuje restaurování zlatnických památek a vytvořila dvě kopie gotického relikviáře pro muzeum v Mostě.

### Zastoupení ve sbírkách
- Uměleckoprůmyslové museum v Praze
- Moravská galerie v Brně[10]
- Muzeum Českého ráje Turnov[11]
- Severočeské muzeum v Liberci
- Muzeum skla a bižuterie v Jablonci nad Nisou
- Slovenská národná galéria, Bratislava[12]

### Výstavy

#### Autorské
- 1986 Lenka Beranová, Zdeňka Laštovičková, Galerie Karolina, Praha
- 1991 Lenka Beranová, Zdeňka Laštovičková, Galerie Praha, Bratislava

#### Kolektivní (výběr)
- 1980 Mezinárodní výstava bižuterie, Jablonec nad Nisou
- 1981 Soudobý český šperk, GVU Cheb
- 1981 Drahé kameny ČSSR, Národní muzeum v Praze, Bratislava
- 1982 Drahé kameny ČSSR, Idar Oberstein, Drážďany, Varšava, Vídeň
- 1983 Český šperk 1963-1983, Středočeské muzeum, Roztoky
- 1983 Mezinárodní výstava bižuterie, Jablonec nad Nisou
- 1985 Oděv a šperk, Vlastivědné muzeum Olomouc
- 1986 Oděv a doplňky, Galerie Na Můstku, Praha
- 1987 Oděv a doplňky, Galerie Na Můstku, Praha
- 1987 Užité umění výtvarných umělců do 35 let, Mánes, Praha
- 1988 Oděv a doplňky, Galerie Na Můstku, Praha
- 1989 Salon užitého umění pražských výtvarných umělců, Výstaviště Praha
- 1989 Jozef Soukup a jeho žáci, Galerie Václava Špály, Praha
- 1990 Kov a šperk: Oborová výstava, Galerie Václava Špály, Praha
- 1991 Schmuckszene, Mnichov
- 1992 Šperk a drahokam, Moravská galerie v Brně
- 1993 Kov - šperk 1993, Dům umění města Brna

### Katalogy

#### Autorské
- Věra Vokáčová: Lenka Beranová: Šperk, Dílo 1986
- Lenka Beranová, Český fond výtvarných umění (nedatováno)

#### Kolektivní
- Věra Vokáčová, Český šperk 1963-1983, Středočeské muzeum, Roztoky 1983
- Sylva Petrová, Užité umění výtvarných umělců do 35 let, SČVU 1987
- Jiří Kotalík, Maurice Cahart, Praha - Paříž (Umění a umělci na československé a francouzské medaili XX. století), Národní galerie v Praze 1988
- Antonín Langhamer, Jozef Soukup a jeho žáci, SČVU 1989
- Věra Vokáčová, Kov a šperk: Oborová výstava, Unie výtvarných umělců České republiky 1990
- Miroslav Cogan, Šperk a drahokam, Brno 1992
- Alena Křížová, Kov - šperk 1993
- Miroslav Cogan, Deset dní - deset let (katalog sympozií Turnov), 1998

### Souborné publikace
- Alena Křížová, Proměny českého šperku na konci 20. století, Academia, Praha 2002, ISBN 80-200-0920-5
- Olga Orságová, český granátový šperk ve 20. století, diplomová práce, KDU, FF UP Olomouc 2011 on line
- Miroslava Kabešová, Historie šperku. Grafické zpracování symbolů „spirála a kruh“ ve vybraných obdobích a kulturách, diplomová práce PedF, JČU České Budějovice 2014 on line